# コッツウォルドオリンピック
コッツウォルドオリンピック (英: Cotswold Olympick Games) とは、イングランド（のちにイギリス）で1612年から1852年まで断続的に行われた競技会。

## 概要
イングランドのチッピング・カムデンという町で広い牧場を持っていたロバート・ドーバーという弁護士が、国王ジェームズ1世の勅許を得、自分の牧場を古代オリンピアのクロノスの丘に見立てて古代オリンピック大会を再現しようとしたものである。「コッツウォルドオリンピック」の名称は後世、彼の所有していた丘のある地域が「コッツウォルド」と呼ばれるようになったからである。大会はイースターの終わった次の木曜日と金曜日の2日間行われた。初期の競技会は大変に盛んで、詩人のドレートンも好意的な記述を残している。
しかし、清教徒革命の影響で1643年に中断する。その後、王政復古になった1660年に再びチャールズ2世の勅許を得て再開されるが、以前のようには盛り上がらず、賭けと酒飲みの馬鹿騒ぎに成り果て、消滅した。
1951年に一度復活、1963年からはロバート・ドーバーズ・ゲームズ協会が発足し、「ロバート・ドーバーズ・ゲームズ」としてチッピング・カムデンの年中行事となっている。ドーバーズ・ゲームズの翌日には、「スキャトルブルック・ウェイク」という地元住民の祭りが行われ、ドーバーズ・ゲームズとともにこの地域の文化遺産の継承に役立っている。

## その後のオリンピック復活の試み
- スカンジナビアオリンピック（ノルウェー、1834年、1836年）
- マッチウェンロックオリンピック（イギリス、1850年～現在）
- ザッパスオリンピック（ギリシャ、1859年、1870年、1875年、1889年）
- 近代オリンピック（1896年～現在）